# 2002 en numismatique
Chronologie de la numismatique
- 2001 en numismatique - 2002 en numismatique - 2003 en numismatique

Cet article présente les faits marquants de l'année 2002 en numismatique.

## Principaux événements numismatiques de l'année 2002

### Par dates

#### Janvier
- 1er janvier 2002 : 
  -  Zone euro : l'euro devient monnaie fiduciaire : les pièces et billets émis par les douze États membres de l'Union européenne et les trois micro-États associés ont désormais cours légal. Les quinze monnaies remplacées par l'euro et jusqu'alors divisions nationales de la monnaie unique cessent totalement d'être des unités de compte mais ne perdent pas toutes immédiatement leur cours légal dans leurs pays respectifs. Le Kosovo, qui utilisait jusqu'alors le mark allemand, devient lié à l'euro, ce passage étant réalisé en collaboration avec la zone euro et plus de 100 millions d'euros en liquide fut échangé par l'autorité des opérations et paiements bancaires du Kosovo.
  -  Zone euro : lancement d'EuroBillTracker, un site web international conçu pour suivre les billets de banque en euro[1].
  -   Allemagne : fin du cours légal du mark ; l'euro est désormais la seule monnaie légale dans le pays. Les pièces et billets en marks continuent néanmoins d'être acceptées comme formes valides de paiement jusqu'au 28 février 2002.
- 2 janvier 2002 : 
  -  États-Unis : émission de la pièce du Tennessee de la série de 1/4 de dollar des 50 États.
- 28 janvier 2002 : 
  -   Pays-Bas : fin du cours légal du florin ; l'euro est désormais la seule monnaie légale dans le pays.

#### Février
- 9 février 2002 : 
  -   Irlande : fin du cours légal de la livre ; l'euro est désormais la seule monnaie légale dans le pays.
- 17 février 2002 : 
  -   France : fin du cours légal du franc ; l'euro est désormais la seule monnaie légale dans le pays.
- 28 février 2002 : 
  -   Allemagne : les pièces et billets en marks cessent de pouvoir être utilisés comme moyen de paiement. Le cours légal de la monnaie avait cessé le 1er janvier 2002 précédent.
  -   Autriche : fin du cours légal du schilling ; l'euro est désormais la seule monnaie légale dans le pays.
  -   Belgique : fin du cours légal du franc ; l'euro est désormais la seule monnaie légale dans le pays. Les billets et les pièces en francs belges devaient initialement perdre leur cours légal le 1er juin 2002 mais vu l'engouement de la population pour l'euro, le gouvernement décida d'avancer cette date au 1er mars 2002.
  -   Espagne : fin du cours légal de la peseta ; l'euro est désormais la seule monnaie légale dans le pays.
  -   Finlande : fin du cours légal du mark ; l'euro est désormais la seule monnaie légale dans le pays.
  -   Grèce : fin du cours légal de la drachme ; l'euro est désormais la seule monnaie légale dans le pays.
  -   Italie : fin du cours légal de la lire ; l'euro est désormais la seule monnaie légale dans le pays.
  -   Luxembourg : fin du cours légal du franc ; l'euro est désormais la seule monnaie légale dans le pays.

#### Mars
- 9 mars 2002 :
  -   Kosovo : fin du cours légal du mark allemand ; l'euro est désormais la seule monnaie (de facto) dans le territoire.
- 18 mars 2002 : 
  -  États-Unis : émission de la pièce de l'Ohio de la série de 1/4 de dollar des 50 États.
- 31 mars 2002 :
  -   Portugal : fin du cours légal de l'escudo ; l'euro est désormais la seule monnaie légale dans le pays.

#### Mai
- 30 mai 2002 : 
  -  États-Unis : émission de la pièce de Louisiane de la série de 1/4 de dollar des 50 États.

#### Août
- 8 août 2002 : 
  -  États-Unis : émission de la pièce de l'Indiana de la série de 1/4 de dollar des 50 États.

#### Octobre
- 15 octobre 2002 : 
  -  États-Unis : émission de la pièce du Mississippi de la série de 1/4 de dollar des 50 États.

#### Année
- Liste des pièces de collection françaises en euro (2002)